# Nina Kraljić
Nina Kraljić (Lipovljani, 4 aprile 1992) è una cantante croata, vincitrice della prima stagione del talent show The Voice - Najljepši glas Hrvats e rappresentante della Croazia all'Eurovision Song Contest 2016 con Lighthouse.

## Biografia
Nina Kraljić è nata a Lipovljani, nella parte orientale della Croazia, il 4 aprile 1992. Nel 2009 ha partecipato al talent show croato Supertalent, piazzandosi decima nella finale.
Nel 2015 Nina si è presentata alle audizioni per un altro talent show, The Voice - Najljepši glas Hrvatske, lo spin-off croato del noto format olandese. Dopo aver passato con successo l'audizione e gli knock-out, ha catturato il cuore del pubblico croato tanto da vincere la prima edizione del talent ricevendo approssimativamente un milione di voti nella finale. Il suo singolo di debutto, Kaži mi, è uscito nell'aprile 2015, ed è stato seguito a giugno da un secondo singolo, Zaljuljali smo svijet.
Il 24 febbraio 2016 la rete televisiva croata HRT ha annunciato che Nina Kraljić rappresenterà la Croazia all'Eurovision Song Contest 2016. La sua canzone, intitolata Lighthouse, è stata presentata il 9 marzo. Nina ha cantato Lighthouse nella prima semifinale dell'Eurovision, svolta il 10 maggio 2016 a Stoccolma, dalla quale si è qualificata per la finale del 14 maggio, sancendo la prima apparizione in finale per la Croazia a partire dal 2009, classificandosi tuttavia 23º su 26 partecipanti. In compenso le è stato assegnato il Barbara Dex Award, premio non ufficiale per il vestito più originale e strano.
Nella sua nazione d'origine, Nina ha vinto il premio Music Pub Zlatka Turkalja e il prestigioso premio Porin nella categoria Miglior Nuovo Artista per l'anno 2016.
Nel 2021 ha tentato nuovamente l'esperienza eurovisiva partecipando a Dora, la selezione nazionale della Croazia, questa volta con un brano interamente in lingua croata intitolato Rijeka. Si è classificata seconda, conquistando il terzo posto nel voto della giuria e il secondo in quello del pubblico.

## Discografia

### Album in studio
- 2016 – Samo
- 2020 – Čuvaj me

### Singoli
- 2009 – Kaži mi
- 2015 – Zaljuljali smo svijet
- 2016 – Lighthouse
- 2016 – Samo
- 2016 – Snijeg
- 2018 – Najljepši dan
- 2019 – Lava
- 2019 – Mi
- 2019 – Se do kad je sveta
- 2019 – Čista umjetnost (con Jacques Houdek)
- 2020 – Zima (con Marin Jurić Čivro)
- 2020 – Snaga
- 2020 – Čuvaj me
- 2021 – Rijeka